# Deuterophysa pallidifimbria
Deuterophysa pallidifimbria is een vlinder van de familie van de grasmotten (Crambidae), uit de onderfamilie van de Spilomelinae. De wetenschappelijke naam van deze soort is voor het eerst voorgesteld als Mimudea pallidifimbria door Paul Dognin in een publicatie uit 1909.
De soort komt voor in Frans-Guyana.